# 创世纪II：女巫的复仇
《创世纪II：女巫的复仇》是一款由理查·蓋瑞特制作、Sierra On-Line发行的电子角色扮演游戏。游戏是创世纪系列第二部作品，最初于1982年在Apple II发行。
本游戏的玩法与前作相类似。
《K-Power》给予本游戏10分中的7分。